# Rehoboth Museum
Das Rehoboth Museum ist ein Regionalmuseum in Rehoboth in Namibia. Es wird von einem Museumsrat geführt, der von der Stadtverwaltung ernannt wird.

## Geschichte
Im Jahr 1984 entschied sich die autonome Regierung des Rehoboth-Gebiets ein Regionalmuseum einzurichten und wählte als Standort das alte, 1903 von der deutschen Schutztruppe errichtete Postmeister-Haus (englisch Old Postmaster Building) im Zentrum von Rehoboth, nahe dem historischen Postamt. Nach einigen Um- und Ausbauten wurde das Rehoboth Museum 1986 eröffnet.

## Ausstellung
Das Museum zeigt in zehn verschiedenen, thematisch sortierten Ausstellungen das Leben und die Geschichte der Region um Rehoboth und der Rehoboth Baster seit 1870. Die Ausstellungen umfassen u. a. auch traditionelle Bautechniken, die Geschichte der Stadt, Geologie, Umwelt und Natur, Anthropologie, Archäologie, die Regierung des Rehoboth-Gebiets sowie Kunst.
Koordinaten: 23° 19′ 27,3″ S, 17° 4′ 20,6″ O